# Rivière Saint-Joseph (Lac Michigan)
Pour les articles homonymes, voir Rivière Saint-Joseph.
La rivière Saint-Joseph est une rivière d'environ 338 kilomètres de longueur qui traverse le sud-ouest du Michigan et le nord de l'Indiana, aux États-Unis. Elle draine un secteur essentiellement rural dans le bassin du lac Michigan.

## Géographie
Importante à l'époque des Amérindiens comme itinéraire de canoë entre le lac Michigan et le bassin du fleuve Mississippi, elle permet l'installation des colons dans la région. On la connaît parfois comme la rivière Saint-Joseph du lac Michigan pour la distinguer de l'autre rivière Saint-Joseph, affluent de la rivière Maumee.
Le nom de la rivière provient du fait que saint Joseph est le saint patron des Québécois et des Franco-Américains, qui étaient nombreux à s'être établis autour de la rivière.